# Orestiadi di Gibellina

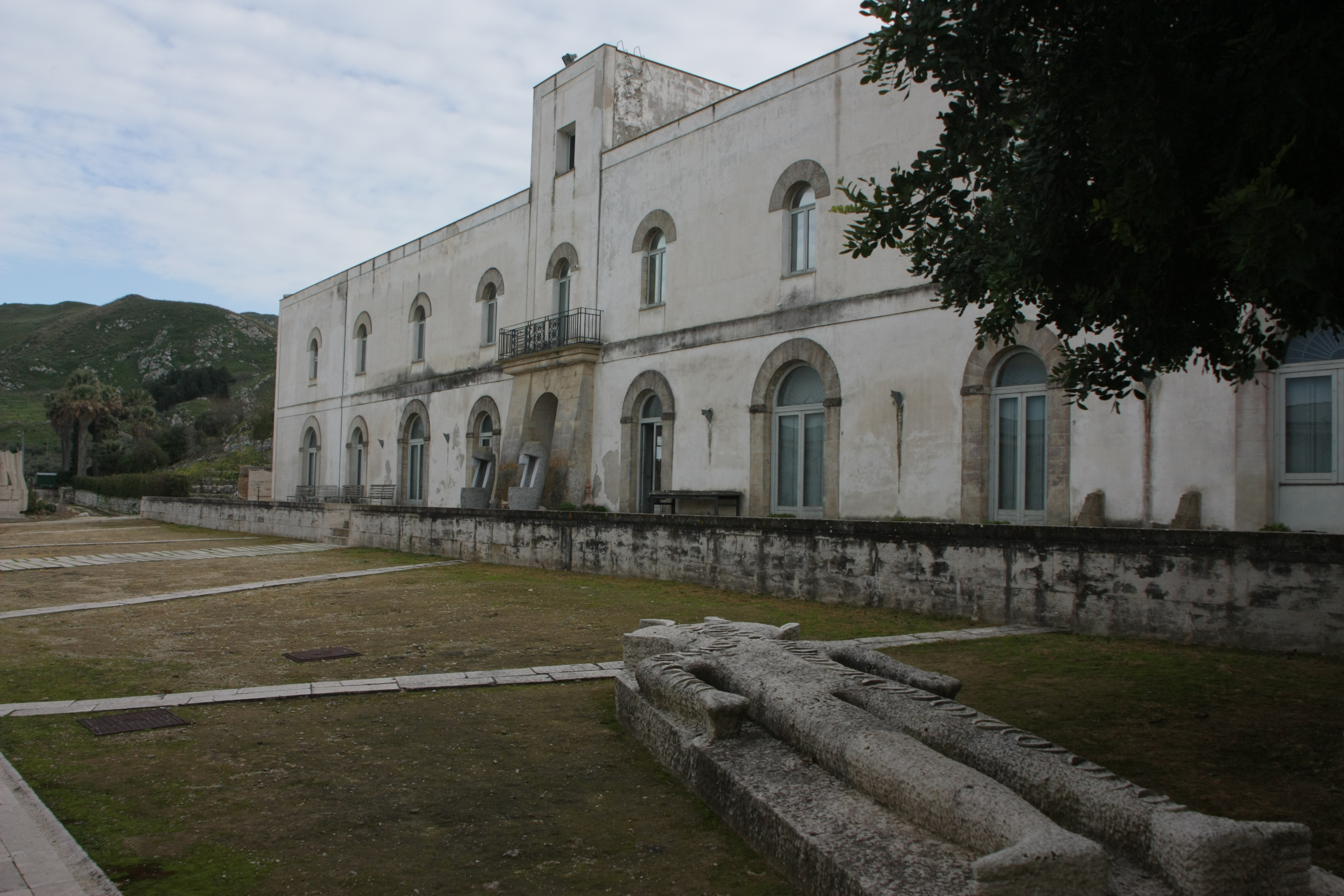
Il baglio Di Stefano a Gibellina, sede della Fondazione Orestiadi

Le Orestiadi sono un festival internazionale con manifestazioni, anche realizzate e autoprodotte, che vanno dalle rappresentazioni teatrali a quelle musicali, dalla pittura alla scultura, al cinema. Sono organizzate dalla "Fondazione Orestiadi" di Gibellina.

## Storia
Si svolgono ogni estate a Gibellina dal 1981, e sono state fondate dall'ex sindaco e senatore Ludovico Corrao, tra le iniziative per la rinascita culturale del territorio, dopo il Terremoto del Belice del 1968.
Le rappresentazioni si tengono presso il Baglio Di Stefano o al "Cretto di Burri". Dal 1992 le Orestiadi sono affiancate dalla Fondazione Istituto di Alta Cultura Orestiadi, di cui fanno parte la Regione Siciliana, la Provincia di Trapani e il Comune di Gibellina.
La Fondazione ha anche una sede presso il prestigioso Palazzo Bach Hamba, nella Medina di Tunisi, con l'intento di sviluppare un dialogo tra le culture del Mediterraneo, ed è patrocinata dal Ministero degli Affari Esteri e dalla Regione Siciliana. 
Corrao è stato presidente della fondazione dal 1992 fino alla morte nel 2011. Dal 2015 il presidente è l'ex deputato e sottosegretario Calogero Pumilia, Claudio Collovà è il direttore artistico, mentre il direttore Sezione "Arti Visive" è Achille Bonito Oliva e della Sezione "Poesia" Francesca Corrao. La Fondazione è stata editrice per alcuni anni della rivista culturale "Labirinti" diretta da Giovanni Ingoglia e distribuita da Feltrinelli. Alla rivista hanno dato il loro apporto intellettuali italiani ed europei.
Hanno organizzato eventi nelle 27 edizioni delle Orestiadi: Ignazio Buttitta, Janne Vibaek, Salvatore Nicosia, Tonino Cusumano, Fhatem Safieddine, Antonio Pasqualino, Franco Quadri, Enrico Stassi, Roberto Andò, Ubaldo Mirabelli, Gianfranco Capitta, Franco Scaldati, Fulvio Abbate, Giuseppe Appella, Eva Di Stefano, Achille Bonito Oliva, Demetrio Paparoni, Francesco Agnello, Mario Messinis, Piero Violante, Paolo Scarnecchia, Marco Paolini.
Tra le rappresentazioni: "Gibella dei martirio", "I Cuefuri", "Villa Eumenidi", "L'Oresteia" di Emilio Isgrò e "Il mio giudice" di Maria Pia Daniele.

## Il museo
Nella sede della fondazione, nel baglio Di Stefano, è stato istituito il Museo delle Trame Mediterranee, diretto da Enzo Fiammetta, che raccoglie tessuti, ceramiche, costumi e gioielli in uso nel Mediterraneo. Gli oggetti sono collocati in spazi creati da artisti contemporanei provenienti da tutto il mediterraneo e oltre. Nello stesso complesso sorge la "Montagna di sale", opera di Mimmo Paladino. Vi sono inoltre opere di Enzo Cucchi, Richard Long, Pietro Consagra, Alfredo Romano, Peter Briggs.

## Presidenti
Questi i presidenti della fondazione succedutisi:
- Ludovico Corrao (1992-2011)
- Francesca Corrao (2011-2013)
- Rosario Fontana (2013-2015)
- Calogero Pumilia (2015-2024)
- Francesca Corrao (da gennaio 2025)